# Çakmak, Boğazlıyan
Çakmak là một thị trấn thuộc huyện Boğazlıyan, tỉnh Yozgat, Thổ Nhĩ Kỳ. Dân số thời điểm năm 2010 là 901 người.